# Galium clementis
Galium clementis är en måreväxtart som beskrevs av Alice Eastwood. Galium clementis ingår i släktet måror, och familjen måreväxter. Inga underarter finns listade i Catalogue of Life.